# Años 980
Los años 980 o década del 980 empezó el 1 de enero del 980 y terminó el 31 de diciembre del 989.

## Acontecimientos
- Juan XIV sucede a Benedicto VII como papa en el año 983.
- Juan XV sucede a Juan XIV como papa en el año 985.